# Przybiernówko
Przybiernówko [pʂɨbjɛrˈnufkɔ] (tiếng Đức: Deutsch Pribbernow tiếng Đức: Deutsch Pribbernow) là một ngôi làng thuộc khu hành chính của Gmina Gryfice, thuộc quận Gryfice, West Pomeranian Voivodeship, ở phía tây bắc Ba Lan. Nó nằm khoảng 7 kilômét (4 mi)   phía tây bắc Gryfice và 70 km (43 mi) về phía đông bắc của thủ đô khu vực Szczecin.
Trước năm 1637, khu vực này là một phần của Công tước Pomerania. Vào năm 1815, 1919, nó là một phần của tỉnh Pomerania. Đối với lịch sử của khu vực, xem Lịch sử của Pomerania.
Làng có dân số 449 người.